# Карцан Аркадій Русланович
Аркадій Русланович Карцан (18 лютого 1999, м. Хмельницький, Україна — 17 вересня 2024, Україна) — український боксер, дворазовий чемпіон України 2022 і 2023[неавторитетне джерело] років, майстер спорту міжнародного класу. Здобув популярність завдяки досягненням у аматорському боксі.

## Біографія
Народився 1999 року в Україні. У юному віці почав займатися боксом. Навчався в боксерській школі «Авангард» міста Хмельницький. Став чемпіоном Європи з боксу серед юніорів, перемігши ірландського спортсмена в 2015 році. На молодіжному чемпіонаті Європи 2016, здобувши три перемоги і програвши у фіналі господарю рингу С. А. Мурашеву (Росія), завоював срібну медаль. Здобув титул чемпіона України у важкій вазі 2022 та 2023 року. Приймав учать у Європейських іграх 2023 року. На початку січня 2024 року мав виступати на турнірі в Дебрецені, але не вийшов на ринг. Головний тренер української національної збірної Д. Д. Сосновський пояснив це психологічним зривом.

### Смерть
Неочікувано впав в кому. В цьому стані провів 3 дні, після чого помер від зупинки серця.

## Спортивні досягнення
- Чемпіон України: 2022, 2023
- Бронзовий призер чемпіонату України: 2021